# 德比郡號散貨船
德比郡號（MV Derbyshire），原名利物浦桥号（Liverpool Bridge），是一艘英国礦石散貨油輪，由斯旺·亨特（Swan Hunter）造船廠於1976年建造，是BridgeOBO carrier六艘油輪中的最後一艘。该船在利物浦注册，所有者为比比航运公司（Bibby Line） 。 
1980年9月9日，德比郡號在日本南部海域沉没，当时正值颱風奧潔（Typhoon Orchid）侵袭。事件中42名船員及兩名船員妻子全部遇難。该船总登记吨位达91,655吨，為英國史上沉没的最大船隻。 

## 歷史
德比郡号于1975年底下水，并于1976年6月服役，是桥级联合运输船的最后一艘，该船最初名为利物浦桥号。她和英国桥号（后来的伍斯特郡号和九龙桥号）均由海桥航运有限公司（Seabridge Shipping Ltd.）联合体为毕比航运公司（Bibby Line）建造。该船服役四年，其中两年处于闲置状态。 
1978年，利物浦桥号更名为德比郡号，成为该公司船队中第四艘以此命名的船只。1980年7月11日，德比郡号从加拿大魁北克省七岛出发，目的地是日本神奈川县川崎市，但最终在日本南部的冲绳岛附近沉没。这艘船的最后一次航行也发生在德比郡号上。当时德比郡号载有157,446吨铁矿石。 
1980年9月9日，德比郡号在颱風奧潔（Typhoon Orchid）的吹襲下停航，航行了约230英里（370）距离冲绳约，并被热带风暴淹没，船上人员全部遇难。该船从未發出任何求救信号。 该船一直在遵循商业气象航线公司Ocean Routes的气象航线建议。 
搜寻“德比郡”号的行动于1980年9月15日开始，六天后停止。由于未发现任何踪迹，该船被宣布失踪。 “德比郡”号沉没六周后，一艘日本油轮发现了该船的一艘救生艇。 
1986年，德比郡'姊妹船九龙桥号在爱尔兰海域沉没，沉船原因是该船甲板在横渡大西洋后首次发现开裂。 在这次第二次灾难发生后，鹦鹉螺国际组织、全国铁路、海事和运输工人工会以及国际运输工人联合会在德比郡号遇难者亲属的请求下，资助了一项新的调查。 

## 调查
1994年，深水搜索開始。 1994年6月，在水下4（2.5英里）深處發現了「德比郡號」的殘骸，其分佈在1.3公里（0.81英里）的範圍 。 [1]隨後探險隊花了 40 多天的時間在現場拍攝和檢查碎片並尋找導致船沉沒的證據。最終他們判斷事故原因 : 在洶湧的大海中，衝擊船頭的海浪沖走了船頭附近小型通風管道的柵蓋。在接下來的兩天裡，海水通過暴露的管道進入船的前部，導致船頭在水中慢慢地越來越低。 [2]最終，船頭在洶湧的海浪面前變得脆弱不堪，第一個貨艙上的巨大艙口向內彎曲，數百噸水在幾秒鐘內湧入。隨著船開始下沉，第二、第三個艙口也相繼失守，將船拖入水下。隨著船的沉沒，不斷增加的水壓導致船體因內爆/爆炸而扭曲和撕裂，這是雙體船的特性，船體之間的空氣壓縮會導致二次爆炸減壓。 [3]
根據期後正式调查所得出的结論，该船沉没的原因是结構性故障，并排除了船員的任何责任。值得注意的是，该报告确定了导致船舶结构故障的详细事件顺序。随后，格拉斯哥大學海洋建筑与海洋工程教授道格拉斯·福克纳进行了第三次全面分析。他在2001年发布的报告将德比郡号的沉没与新兴的异常波科学联系起来，得出结论，德比郡号几乎肯定是被异常波摧毁的。    
水手兼作家克雷格·B·史密斯 (Craig B. Smith) 于 2007 年进行的研究证实了福克纳于 1998 年进行的法医鉴定工作，并确定德比郡号所承受的水压为约20（66英尺） ，产生的静压为201千帕斯卡（29.2磅力每平方英寸） 。 这实际上是20（66英尺）的海水（可能是超级疯狗浪） 冲过船只。德比郡号的甲板货舱被确定为疯狗浪冲上船只的关键故障点。舱口的设计仅允许低于2（6.6英尺）的静压的水或17.1千帕斯卡（2.48磅力每平方英寸） ， 表示舱口盖所承受的台风载荷是设计载荷的十倍以上。  对德比郡号沉船的法医结构分析现在被广泛认为是无可辩驳的。 
现在已知快速移动的波浪也能产生极高的动态压力。已知倾泻或破碎的波浪会引起短暂的脉冲压力峰值，称为“吉弗峰”。这些峰值的压力可达200千帕斯卡（29磅力每平方英寸） （或更高）的压力，持续数毫秒，这种压力足以导致低碳钢发生脆性断裂。在德比郡也发现了这种机制导致的失效证据。 史密斯记录了流体动力压力高达5,650千帕斯卡（819磅力每平方英寸）或超过 500 每平方米可能会发生数公吨的排放。  

## 纪念

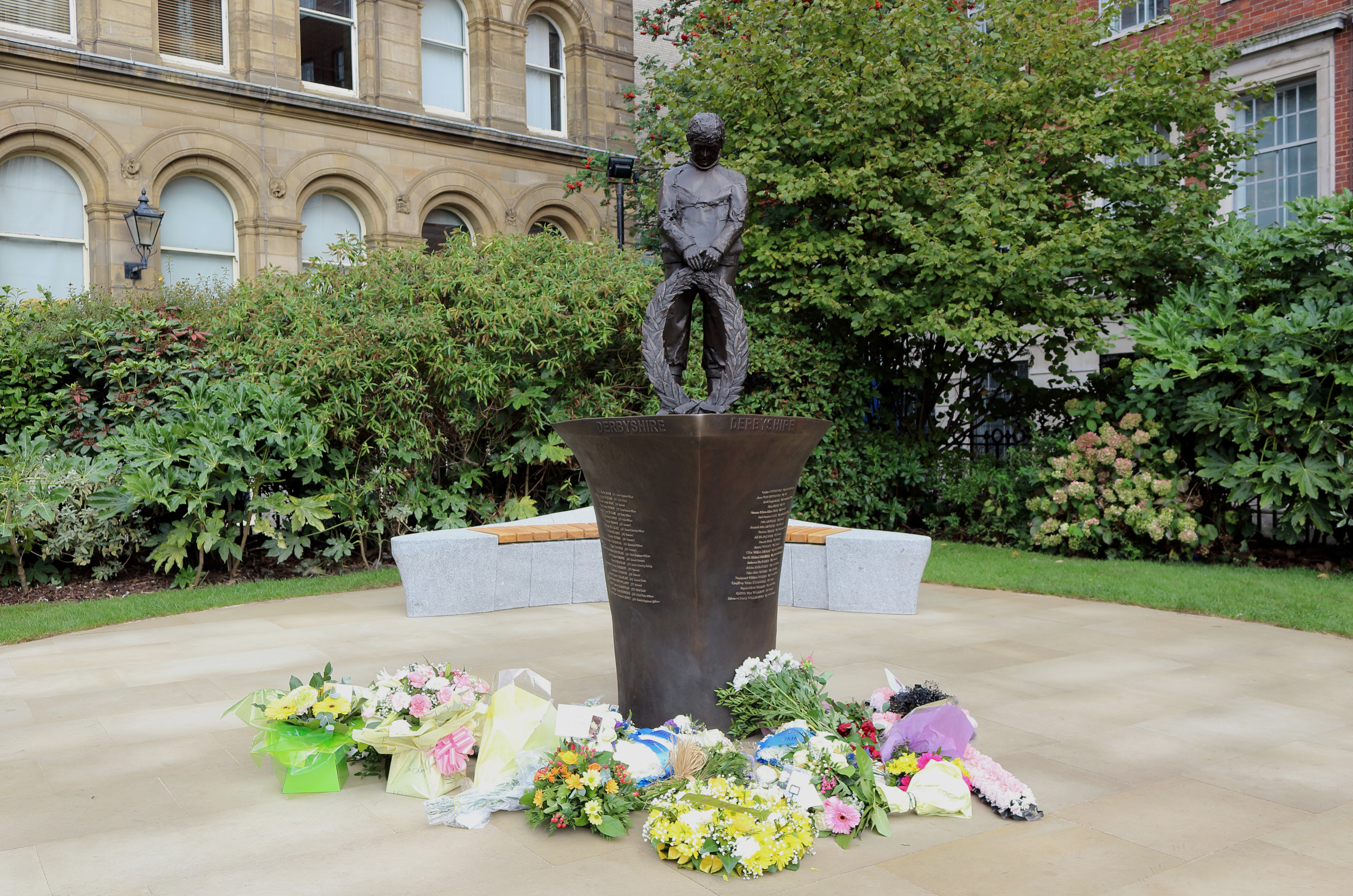

残骸上放置了一块铜牌，以纪念那些遇难者。 1980年9月21日，比比航运公司的船只“剑桥郡号”在船只失踪的地区为“德比郡号”举行了追悼会。 
在该船沉没20周年之际，英国利物浦举行了追悼会，前商船海员、英国副首相约翰·普雷斯科特也出席了此次活动。 十年后，在该船'30 周年之际，在该船的母港利物浦举行了追悼会。 
2018年9月15日，一座永久纪念碑在利物浦圣母和圣尼古拉斯教堂的花园中落成。 